# Freestyle-Skiing-Juniorenweltmeisterschaften 2011
Die 5. FIS Freestyle-Skiing-Juniorenweltmeisterschaften fanden am 18. und 19. März 2011 in Jyväskylä statt. Ausgetragen wurden Wettkämpfe im Moguls und Dual Moguls.

## Medaillenspiegel
| Platz | Land                   | Gold | Silber | Bronze | Gesamt |
| ----- | ---------------------- | ---- | ------ | ------ | ------ |
| 1     | Finnland               | 1    | 1      | 2      | 4      |
| 2     | Russland               | 1    | 1      | -      | 2      |
| 3     | Kasachstan             | 1    | -      | -      | 1      |
| 3     | Vereinigte Staaten     | 1    | -      | -      | 1      |
| 5     | Norwegen               | -    | 1      | -      | 1      |
| 5     | Vereinigtes Königreich | -    | 1      | -      | 1      |
| 7     | Tschechien             | -    | -      | 1      | 1      |
| 7     | Schweden               | -    | -      | 1      | 1      |
|       | Gesamt                 | 4    | 4      | 4      | 12     |

## Ergebnisse Frauen

### Moguls
| Platz | Land                   | Sportlerin           | Punkte |
| ----- | ---------------------- | -------------------- | ------ |
| 1     | Kasachstan             | Julija Galyschewa    | 24,20  |
| 2     | Russland               | Marika Pertachija    | 23,28  |
| 3     | Tschechien             | Tereza Vaculíková    | 22,90  |
| 4     | Vereinigte Staaten     | Ali Kariotis         | 22,57  |
| 5     | Kanada                 | Beatrice Bilodeau    | 21,94  |
| 6     | Kanada                 | Andi Naude           | 21,92  |
| 7     | Russland               | Anastassia Gunchenko | 21,91  |
| 8     | Vereinigtes Königreich | Ellie Koyander       | 20,61  |
| 9     | Vereinigte Staaten     | Aspen Witt           | 20,31  |
| 10    | Finnland               | Isabella Cedercreutz | 20,22  |

Datum: 19. März 2011

Es waren 24 Teilnehmerinnen am Start.

Weitere Teilnehmerinnen aus deutschsprachigen Ländern:

 Samanta Gobbi: 20. Platz

### Dual Moguls
| Platz | Land               | Sportlerin              |
| ----- | ------------------ | ----------------------- |
| 1     | Russland           | Marika Pertachija       |
| 2     | Norwegen           | Emilie Klingen Amundsen |
| 3     | Finnland           | Isabella Cedercreutz    |
| 4     | Tschechien         | Tereza Vaculíková       |
| 5     | Russland           | Anastassia Gunchenko    |
| 6     | Russland           | Svetlana Ivanova        |
| 7     | Kanada             | Andi Naude              |
| 8     | Vereinigte Staaten | Ali Kariotis            |

Datum: 20. März 2011

Es waren 25 Teilnehmerinnen am Start.

Weitere Teilnehmerinnen aus deutschsprachigen Ländern:

 Samanta Gobbi: 17. Platz

## Ergebnisse Männer

### Moguls
| Platz | Land                   | Sportler          | Punkte |
| ----- | ---------------------- | ----------------- | ------ |
| 1     | Finnland               | Ville Miettunen   | 24,48  |
| 2     | Vereinigtes Königreich | Benjamin Cavet    | 24,33  |
| 3     | Finnland               | Olli Penttala     | 23,90  |
| 4     | Finnland               | Jimi Salonen      | 23,40  |
| 5     | Vereinigtes Königreich | Max Willis        | 23,26  |
| 6     | Schweden               | Fredrik Säterberg | 23,19  |
| 7     | Vereinigte Staaten     | Bradley Wilson    | 23,15  |
| 8     | Frankreich             | Yohann Seigneur   | 22,53  |
| 9     | Kanada                 | Kerrian Chunland  | 22,23  |
| 10    | Schweden               | Ludvig Fjällström | 20,82  |

Datum: 19. März 2011

Es waren 45 Teilnehmer am Start.

Weitere Teilnehmer aus deutschsprachigen Ländern:

 Tristano Martini: 22. Platz

 Arwed Loth: 24. Platz

 Frederik Bopp: 27. Platz

 Julius Garbe: 32. Platz

 Marvin Schwarz: 33. Platz

 Daniel Kainz: 42. Platz

 Marco Tadé: 44. Platz

 Fabio Gasparini: 45. Platz

### Dual Moguls
| Platz | Land               | Sportler           |
| ----- | ------------------ | ------------------ |
| 1     | Vereinigte Staaten | Bryan Zemba        |
| 2     | Finnland           | Jussi Penttala     |
| 3     | Schweden           | Jens Laurite       |
| 4     | Kanada             | Hugo Blanchette    |
| 5     | Frankreich         | Benjamin Cavet     |
| 6     | Russland           | Sergei Shimbuev    |
| 7     | Norwegen           | Tevje-Lie Andersen |
| 8     | Frankreich         | Yohann Seigneur    |

Datum: 20. März 2011

Es waren 41 Teilnehmer am Start.

Weitere Teilnehmer aus deutschsprachigen Ländern:

 Frederik Bopp: 19. Platz

 Marco Tadé: 21. Platz

 Arwed Loth: 31. Platz

 Marvin Schwarz: 35. Platz

 Tristano Martini: 38. Platz

 Julius Garbe: 40. Platz

 Daniel Kainz: 41. Platz